# Poul Anderson
Poul William Anderson, född 25 november 1926 i Bristol i Pennsylvania, död 31 juli 2001 i Orinda i Kalifornien, var en amerikansk science fiction-författare. Hans far var svensk och hans mor danska.
Anderson började skriva under sf-genrens guldålder. Förutom en mängd science fiction skrev Anderson fantasy och blandade dessutom genrerna.
Anderson vann eller blev nominerad till minst 30 stora science fictionutmärkelser. Han fick Hugopriset sju gånger och Nebulapriset tre gånger: 1971 för långnovellen The Queen of Air and Darkness, 1972 för långnovellen Goat Song och 1981 för kortromanen The Saturn Game. Han fick 1997 SFWA:s Grand Master Award, ett pris som senare bytte namn till The Damon Knight Memorial Grand Master Award.
Anderson skrev under eget namn och under pseudonymerna A. A. Craig, Michael Karageorge och Winston P. Sanders.
Science fiction-författaren Greg Bear är Andersons svärson.

## Utmärkelser
- Gandalf Grand Master (1978)
- Hugo Award (sju gånger)
- John W. Campbell Memorial Award (2000)
- Nebulapriset (tre gånger)
- Pegasus Award (bästa adaptering, med Anne Passovoy) (1998)
- Prometheus Award (fyra gånger, däribland Special Prometheus Award for Lifetime Achievement 2001)
- SFWA Grand Master Award (1997)
- Asteroiden 7758 Poulanderson[17]